# Nazir Jaser
Nazir Jaser (Aleppo, 10 april 1989) is een Syrisch wielrenner.

## Carrière
In juni 2013 werd Jaser twaalfde in de wegwedstrijd op de Middellandse Zeespelen. Later dat jaar nam hij deel aan de tijdrit op het wereldkampioenschap, waar hij op plek 77 eindigde.
In 2014 versloeg Yamaz Habash Jaser in een sprint-à-deux in het nationale kampioenschap op de weg. Een jaar later was Jaser wel de beste in zowel de tijdrit als de wegwedstrijd. In 2017 nam hij voor de tweede maal deel aan de tijdrit op het wereldkampioenschap, waar hij ditmaal op plek 56 eindigde.

## Overwinningen
2015
Syrisch kampioen tijdrijden, Elite
Syrisch kampioen op de weg, Elite